# Gzuz (Album)
Gzuz ist das selbstreferenzielle dritte Studioalbum des deutschen Rappers Gzuz. Es erschien am 14. Februar 2020 über die Labels 187 Strassenbande und Universal Music als Standard-Edition und Limited-Boxset.

## Produktion
Das Album wurde komplett von dem deutschen Musikproduzenten-Duo The Cratez produziert. Bei der Produktion von vier Liedern wurden sie von DeeVoe unterstützt, während The Royals an zwei Songs beteiligt war.

## Covergestaltung
Das Albumcover zeigt Gzuz, der schwarz gekleidet ist und den Betrachter mit grimmigem Blick ansieht. Er befindet sich auf einer Geburtstagsfeier und ist umgeben von einer Geburtstagstorte, einer brennenden Happy-Birthday-Girlande und einem roten Luftballon, auf dem der Schriftzug 187 steht. Im oberen Teil des Covers befindet sich der rote Schriftzug 187 Strassenbande präsentiert, während der Titel Gzuz in Rot unten im Bild steht. Der Hintergrund ist dunkel gehalten.

## Gastbeiträge
Lediglich auf vier Liedern des Albums treten neben Gzuz weitere Künstler in Erscheinung. So ist der 187-Strassenbande-Rapper Bonez MC an den Songs Verkackt und Kriminell beteiligt, wobei auf letzterem ebenfalls der Sänger Gallo Nero zu hören ist. Ausgezahlt ist eine Kollaboration mit dem Rapper RAF Camora, während 187-Strassenbande-Mitglied Sa4 einen Gastauftritt beim Titel Kapseln hat.

## Titelliste
| #  | Titel               | Gastbeiträge         | Produzenten            | Länge |
| -- | ------------------- | -------------------- | ---------------------- | ----- |
| 1  | Gazozial            |                      | The Cratez, DeeVoe     | 2:38  |
| 2  | Loco                |                      | The Cratez             | 2:28  |
| 3  | Nie erwartet        |                      | The Cratez             | 2:39  |
| 4  | Kopfnüsse           |                      | The Cratez, DeeVoe     | 2:32  |
| 5  | Verkackt            | Bonez MC             | The Cratez, DeeVoe     | 2:17  |
| 6  | Wie Gazi            |                      | The Cratez, The Royals | 2:38  |
| 7  | Was hat es gebracht |                      | The Cratez             | 2:33  |
| 8  | Vor der Tür         |                      | The Cratez, DeeVoe     | 2:51  |
| 9  | Kriminell           | Bonez MC, Gallo Nero | The Cratez             | 3:06  |
| 10 | Was ist jetzt       |                      | The Cratez, The Royals | 2:30  |
| 11 | Donuts              |                      | The Cratez             | 2:42  |
| 12 | Kapseln             | Sa4                  | The Cratez             | 3:41  |
| 13 | Ausgezahlt          | RAF Camora           | The Cratez             | 2:38  |

## Chartplatzierungen und Singles
Gzuz stieg am 21. Februar 2020 auf Platz eins in die deutschen Albumcharts ein und konnte sich 24 Wochen in den Top 100 halten. In Österreich erreichte das Album am 28. Februar 2020 die Spitzenposition und in der Schweizer Hitparade am 23. Februar 2020 Rang zwei.
In den deutschen Album-Jahrescharts 2020 belegte der Tonträger Platz 28 und in Österreich Rang 22.
| ChartsChartplatzierungen | Höchstplatzierung | Wochen |
| ------------------------ | ----------------- | ------ |
| Deutschland (GfK)        | 1 (24 Wo.)        | 24     |
| Österreich (Ö3)          | 1 (29 Wo.)        | 29     |
| Schweiz (IFPI)           | 2 (12 Wo.)        | 12     |

| ChartsJahrescharts (2020) | Platzierung |
| ------------------------- | ----------- |
| Deutschland (GfK)         | 28          |
| Österreich (Ö3)           | 22          |

Am 24. Dezember 2019 wurde der Song Vor der Tür als erste Single des Albums veröffentlicht, die Platz vier der deutschen Charts und Platz drei in den österreichischen Charts erreichte. Die zweite Auskopplung Donuts erschien am 24. Januar 2020 und konnte sich auf Rang drei der deutschen Singlecharts platzieren. In Österreich stieg der Song auf der Spitzenposition und in der Schweiz auf Platz drei ein. Zudem konnte nach Albumveröffentlichung der Song Verkackt in Deutschland und Österreich auf Position sieben charten.
Die Singles Vor der Tür und Donuts wurden in Deutschland und Österreich jeweils mit einer Goldenen Schallplatte für mehr als 200.000 bzw. 15.000 Verkäufe ausgezeichnet.

## Rezeption
| Professionelle Bewertungen | Professionelle Bewertungen |
| -------------------------- | -------------------------- |
| Kritiken                   |                            |
| Quelle                     | Bewertung                  |
| laut.de                    | [ 8 ]                      |

Dominik Lippe von laut.de bewertete Gzuz mit drei von möglichen fünf Punkten. Der Rapper zeige „mit seinem dritten Soloalbum erneut sowohl die Stärken als auch die oft kritisierten Aspekte des 187-Universums,“ wobei „die Attacken auf das Spießertum bei Gzuz relativ glaubwürdig“ wirkten. Insgesamt pflege der Rapper weiterhin „seine Anti-Haltung“ auf einer „Verbindung von Hinterhof-Produktionen und animalischem Rap.“